# Oxathres scriptus
Oxathres scriptus là một loài bọ cánh cứng trong họ Cerambycidae.